# Бетцинген
Бетцинген (нім. Bötzingen) — громада в Німеччині, знаходиться в землі Баден-Вюртемберг. Підпорядковується адміністративному округу Фрайбург. Входить до складу району Брайсгау-Верхній Шварцвальд.
Площа — 12,99 км2. Населення становить 5386 ос. (станом на 31 грудня 2020).

## Відомі уродженці
- Вільгельм Лай — німецький педагог, теоретик експериментальної педагогіки.

## Галерея

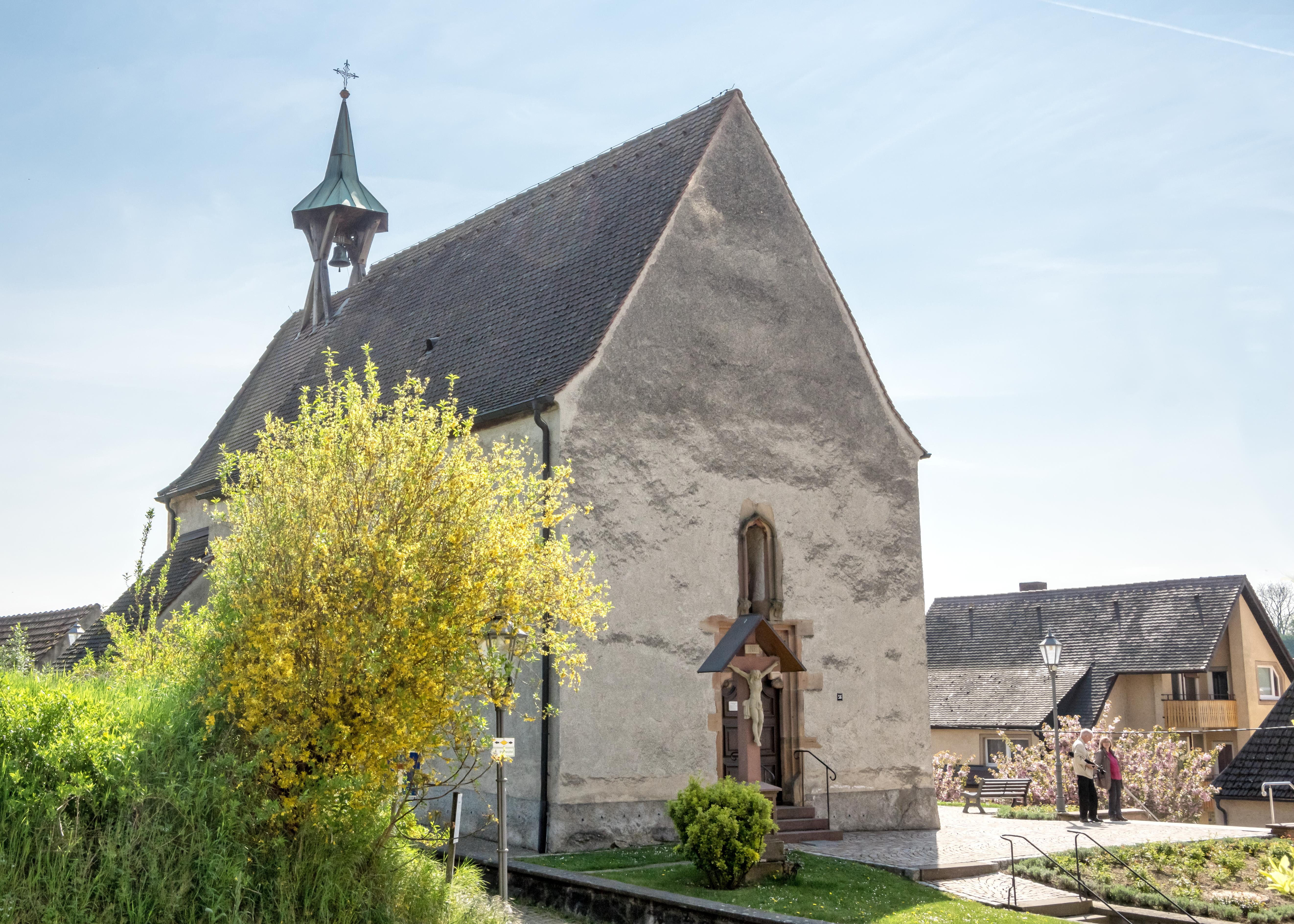
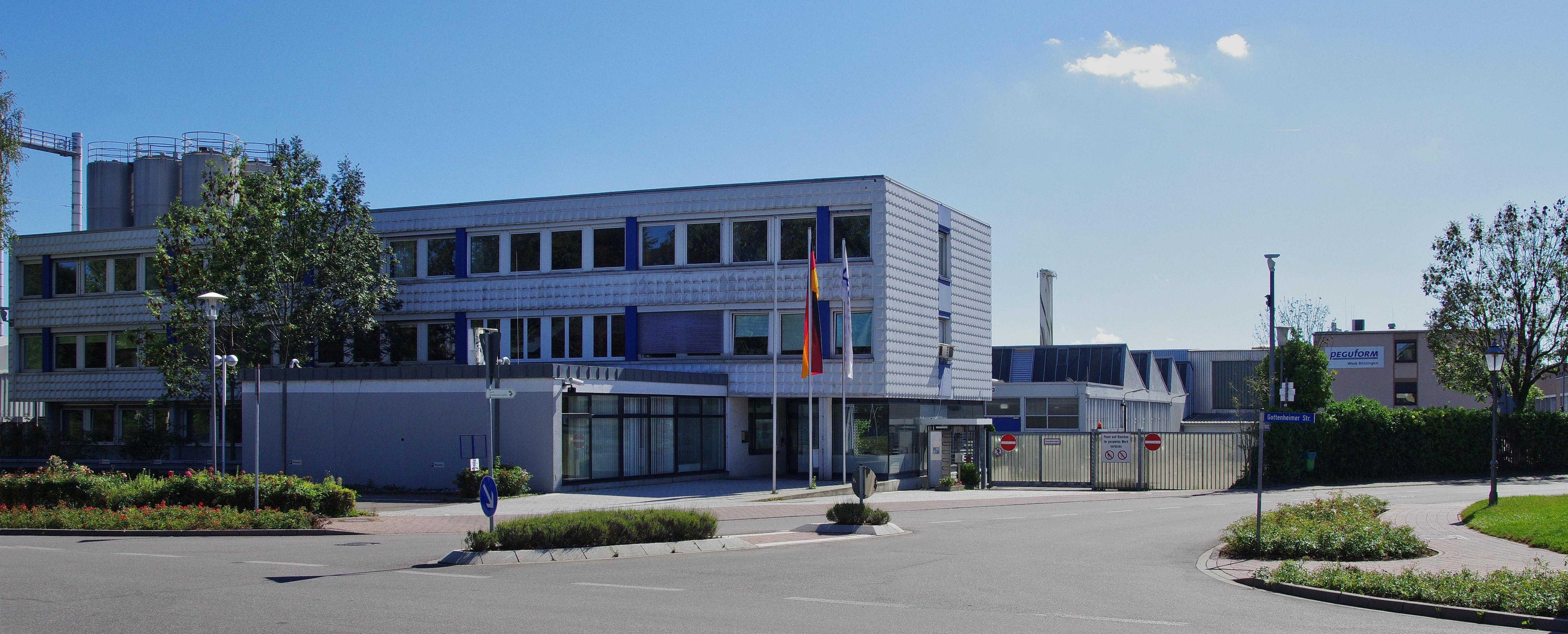
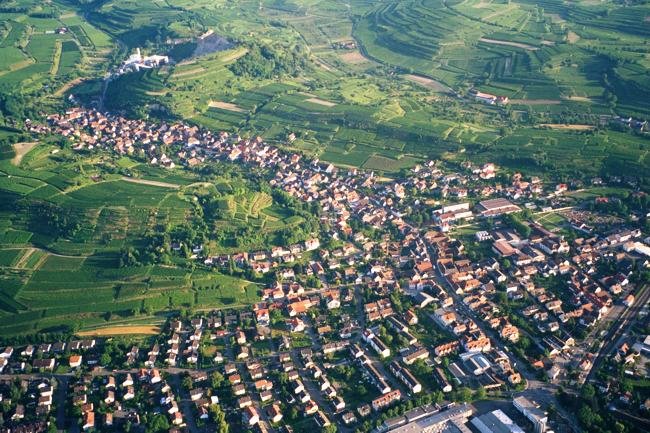
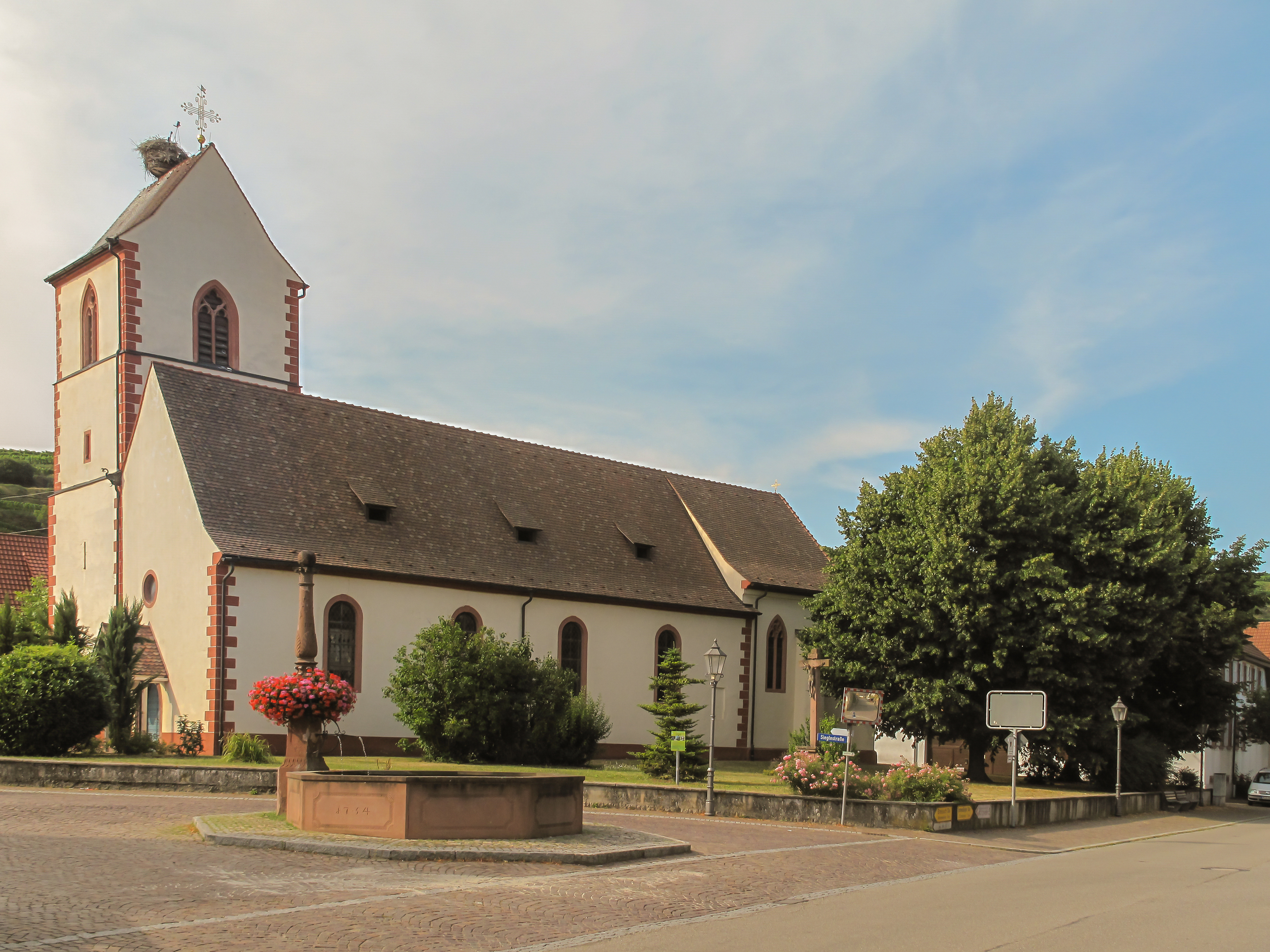
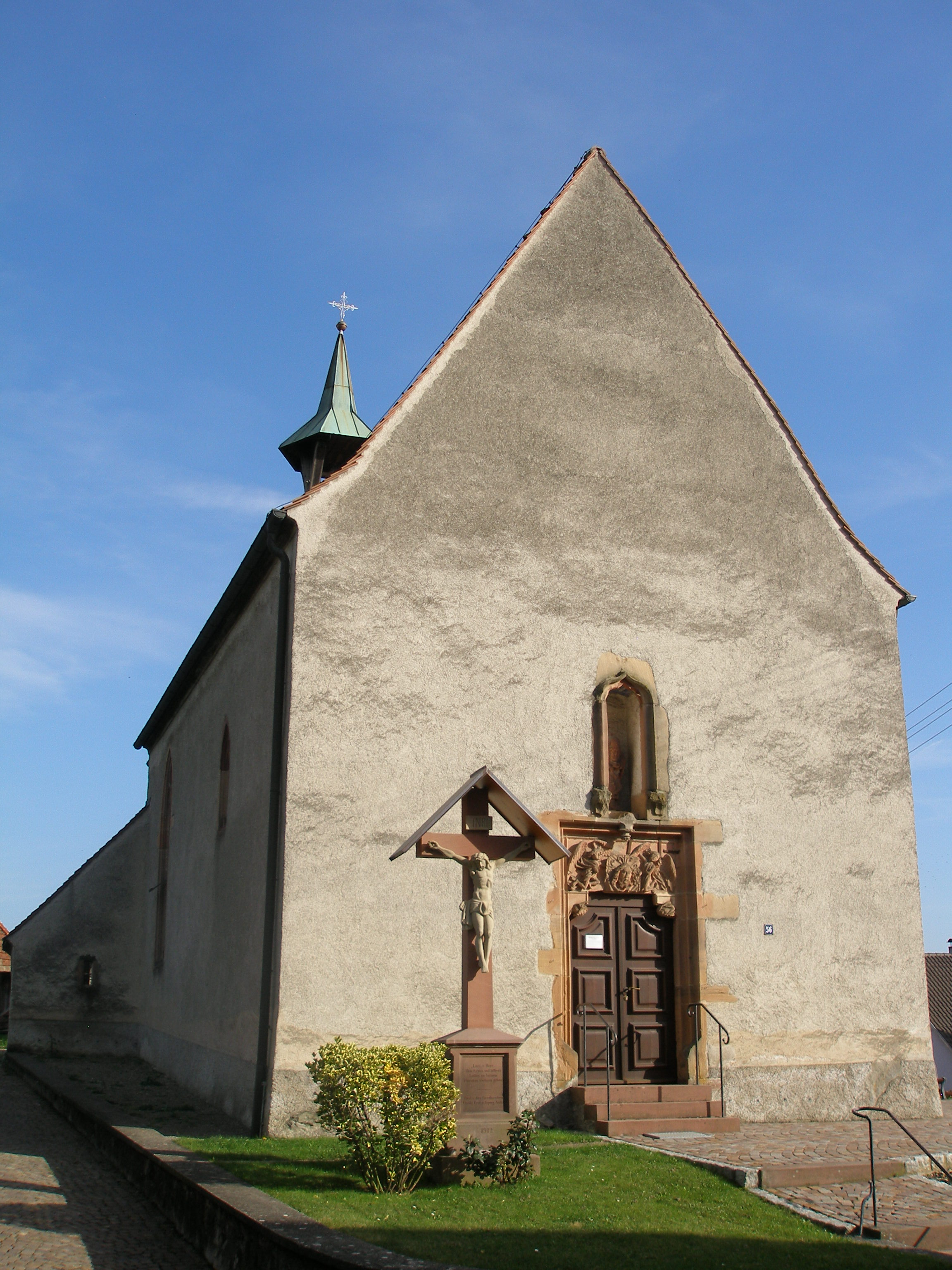
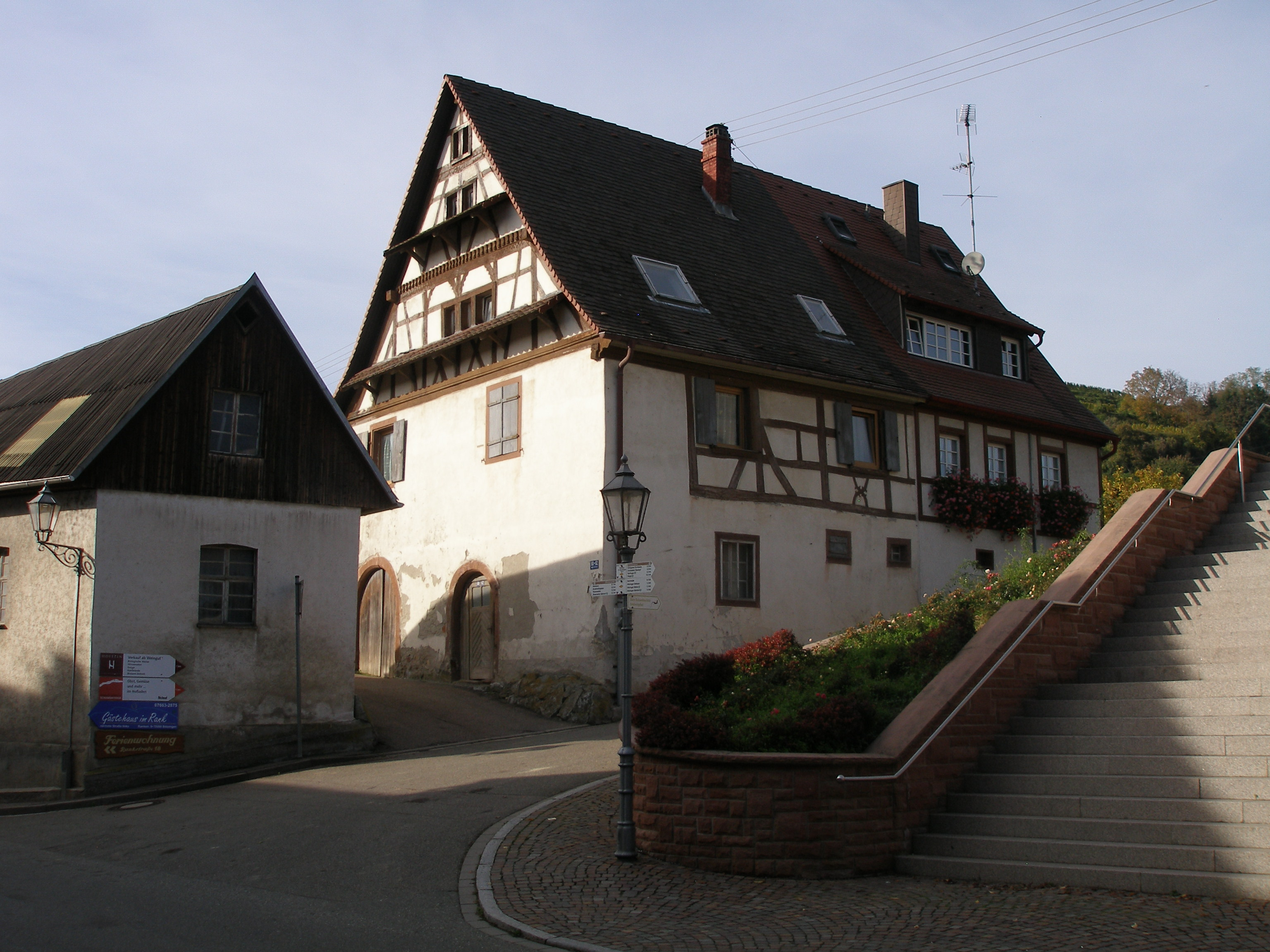